# José León Sandoval
José León Sandoval (Granada, 1789 -  1854) fue un político nicaragüense que ejerció como el décimo noveno Supremo Director de ese país entre el 4 de abril de 1845 y el 12 de marzo de 1847.

## Gobierno
Su elección fue posible gracias a que el general José Trinidad Muñoz dejó de apoyar a sus tradicionales aliados, los liberales de la ciudad de León, y le dio su respaldo.
Su deficiente hacer en política y mala gestión económica provocó el permanente descontento popular, manifestado en numerosos movimientos de agitación y protesta social, entre los que destaca el jefeado por el general José María Valle, a quien llamaban "Chelón".
Acusado de mala administración, depositó el poder, el 1 de julio de 1846 en el senador José María Sandres, quien ejerció hasta el 6 de agosto cuando se designó al licenciado Hermenegildo Zepeda quien entregó el 2 de septiembre a Sandoval, una vez aclaradas las cosas, luego que la Asamblea lo restituyó en el poder. Todo esto lo señala el historiador Andrés Vega Bolaños  en su obra "Gobernantes de Nicaragua".
Siendo José María Sandres, senador presidente de la Asamblea Nacional Constituyente del Estado de Nicaragua sesionando en Masaya (debido a la guerra civil), el 24 de julio de 1846 se dio la promulgación de la Ley Legislativa que elevó el pueblo de Managua a la categoría de ciudad como "Ciudad de Santiago de Managua". Esta misma Asamblea designó como Jefe de Estado al conservador leonés José León Sandoval.
A la par que ordenó trasladar la Capital a Granada, suspendió la celebración de juicio con jurado y redujo notablemente los fondos destinados a la instrucción pública para promover la construcción de templos católicos.

## Logros
Durante su administración autorizó la publicación de un periódico gubernamental llamado Registro Oficial.
Firmó tratados de paz con los gobiernos de El Salvador y Honduras, países con los que buscó reconstruir la antigua federación centroamericana.